# Frank Traynor
Frank Traynor (Melbourne, 8 augustus 1927 - 1985) was een Australische trombonist en bandleider in de traditionele jazz en ondernemer.
Traynor leerde als kind klassieke piano. Hij koos voor de jazz nadat hij "12th Street Rag" van Louis Armstrong had gehoord. Hij stapte over op de trombone om dixieland te kunnen spelen en richtte in 1946 zijn eerste band op, waarmee hij ook enkele (niet uitgekomen) nummers opnam. In 1951 werd hij lid van de band van Len Barnard, waarmee hij ook opnames maakte. In 1956 begon hij de groep The Jazz Preachers, waarmee hij tot zijn overlijden in 1985 actief was. Deze groep was in zijn land de jazzband die het langst ononderbroken bestond. Zangeres Judith Durham begon hier haar carrière, maar de groep heeft maar zeer weinig met vocalisten gewerkt. De groep haalde met enkele singles de Australische hitparade, onder meer met het nummer "Sweet Patootie". 
In deze periode richtte hij ook enkele jazzclubs op, waar hij met zijn groep optrad. De Melbourne Jazz Club leidde tot het ontstaan van meer van dergelijke clubs en was belangrijk voor de jazz in Australië. De Folk and Jazz Club (1963-1975) speelde een belangrijke rol in de folkrevival in het land. In de club traden onder meer Martyn Wyndham-Read, Danny Spooner, Graham Dodsworth en Trevor Lucas op.
Traynor produceerde en dirigeerde ook enkele grootschalige concerten, zoals 'The History of Jazz'. Hij gaf lezingen over jazz, schreef artikelen over jazz en folk en gaf ook muziekles in verschillende instrumenten, onder meer aan Melbourne Teachers' College. 

## Discografie (selectie)
- Frank Traynor's Jazz Preachers, W & G, 1963

## Referentie
- Biografie met uitgebreide discografie